# Medalles del Cercle d'Escriptors Cinematogràfics de 1999
La cerimònia de lliurament de les medalles del Cercle d'Escriptors Cinematogràfics de 1999 va tenir lloc el 17 de gener de 2000 al Cine Palafox de Madrid i fou presentada per Jose Toledo i Juan Manuel Cotelo. Va comptar amb el patrocini de la Comunitat de Madrid, la Fundació per al Foment de la Cultura i la revista Cinerama.
Els premis tenien per finalitat distingir als professionals del cinema espanyol i estranger pel seu treball durant l'any 1999. A les medalles de l'edició anterior es van afegir les de millor actor i actriu secundaris, que no s'atorgaven des de 1984, així com el premi internacional, a la millor labor literària i difusora, fent un total de 17 premis. Es va concedir un premi homenatge a l'actriu Sara Montiel.
La gran triomfadora de la nit fou Solas de Benito Zambrano, que Va obtenir els premis a la millor pel·lícula, director millor actriu, millor actriu secundària, guió original i el premi revelació. D'altra banda Goya en Burdeos de Carlos Saura va obtenir les medalles al millor actor i la millor música.
Després del lliurament de medalles es va projectar en primícia la pel·lícula Acords i desacords de Woody Allen.

## Pel·lícules candidates
| Pel·lícula                 | Nominacions | Premis |
| -------------------------- | ----------- | ------ |
| Solas                      | 8           | 7      |
| Goya en Burdeos            | 3           | 2      |
| Cuando vuelvas a mi lado   | 9           | 1      |
| La lengua de las mariposas | 1           | 1      |
| Todo sobre mi madre        | 6           | 1      |
| Pepe Guindo                | 1           | 0      |
| Amic/Amat                  | 2           | 0      |
| Flores de otro mundo       | 2           | 0      |
| Manolito Gafotas           | 1           | 0      |
| Els sense nom              | 1           | 0      |
| Rewind                     | 1           | 0      |
| Shacky Carmine             | 1           | 0      |

## Premis per categoria
| Millor pel·lícula | Millor direcció |
| --- | --- |
| - Solas - Cuando vuelvas a mi lado - Todo sobre mi madre | - Benito Zambrano per Solas - Gracia Querejeta per Cuando vuelvas a mi lado - Pedro Almodóvar per Todo sobre mi madre                             |
| Millor actor protagonista | Millor actriu protagonista |
| - Francisco Rabal per Goya en Burdeos - Fernando Fernán Gómez per Pepe Guindo - Josep Maria Pou per Amic/Amat                                                                      | - María Galiana per Solas - Adriana Ozores per Cuando vuelvas a mi lado - Mercè Sampietro per Cuando vuelvas a mi lado                            |
| Millor actor secundari | Millor actriu secundària |
| - Antonio Dechent per Solas - Carlos Álvarez-Nóvoa per Solas - Luis Tosar per Flores de otro mundo                                                                                 | - Ana Fernández per Solas - Antonia San Juan per Todo sobre mi madre - Julieta Serrano per Cuando vuelvas a mi lado                               |
| Millor guion original | Millor guió adaptat |
| - Benito Zambrano per Solas - Icíar Bollaín i Julio Llamazares per Flores de otro mundo - Gracia Querejeta, Elías Querejeta i Manuel Gutiérrez Aragón per Cuando vuelvas a mi lado | - Rafael Azcona per La lengua de las mariposas - Josep Maria Benet i Jornet per Amic/Amat - Elvira Lindo i Miguel Albaladejo per Manolito Gafotas |
| Premi revelació | Millor fotografia |
| - Benito Zambrano per Solas - Nicolás Muñoz per Rewind - Chema de la Peña per Shacky Carmine                                                                                       | - Alfredo F. Mayo per Cuando vuelvas a mi lado - Vittorio Storaro per Goya en Burdeos - Affonso Beato per Todo sobre mi madre                     |
| Millor música | Millor muntatge |
| - Roque Baños per Goya en Burdeos - Ángel Illarramendi per Cuando vuelvas a mi lado - Alberto Iglesias per Todo sobre mi madre                                                     | - José Salcedo Palomeque per Todo sobre mi madre - Nacho Ruiz Capillas per Cuando vuelvas a mi lado - Luis de la Madrid per Els sense nom         |
| Millor pel·lícula estrangera | |
| - La vida és bella, de Roberto Benigni Itàlia - El cas Winslow de David Mamet Estats Units - Avui comença tot de Bertrand Tavernier França                                         | |
| Medalla d'honor | |
| Sara Montiel | |
| Premi Internacional del CEC | |
| Alan Parker | |
| Medalla a la labor literària o periodística | |
| Academia i Revista de la Academia | |
| Premi a la labor de difusió de la cultura cinematogràfica en sales | |
| Europa Cinemas | |